# Allegro appassionato
Allegro appassionato is een Italiaanse muziekterm, die in twee delen uiteen valt. Allegro geeft aan in welk tempo gespeeld moet worden. De toevoeging appassionato geeft de manier van spelen aan, in dit geval hartstochtelijk. Allegro appassionato wordt dus veelal gebruikt als aanwijzing in de partituur om aan te geven hoe een (deel van een) compositie gespeeld moet worden. Een voorbeeld hiervan is het vijfde deel van het 15e strijkkwartet van Ludwig van Beethoven.
In de loop der jaren hebben componisten ook werken geschreven, die de aanduiding als titel hebben gekregen. Voorbeelden zijn:
- Allegro appassionato van Frank Bridge
- Allegro appassionato van Camille Saint-Saëns